# Norrköping-Kungsängens flygplats
Norrköping-Kungsängens flygplats (IATA: NRK, ICAO: ESSP) är en internationell flygplats 3 kilometer öster om centrala Norrköping i Östergötland. Driftbolaget marknadsför flygplatsen som Norrköping Airport. Flygplatsen ligger invid E22 och Söderleden som har förbindelse med E4. Totalt flög 115 660 resenärer via flygplatsen under år 2010, vilket är en ökning med 16% jämfört med föregående år och därmed den högsta siffran sedan Norrköpings kommun genom Norrköping Airport AB tog över ägandet av Norrköping-Kungsängens flygplats.

## Historia
Norrköping-Kungsängens flygplats invigdes 9 september 1934 och är Sveriges äldsta civila flygplats som fortfarande är i drift. Det dröjde dock till 1936 innan den började trafikeras av reguljär passagerartrafik.
Byggnationen av flygplatsen var till största delen statligt finansierad genom ett nödhjälpsarbete, som var en sysselsättningsåtgärd eftersom anläggandet av landets flygplatser krävde stora schaktningsarbeten och andra enkla men tidskrävande arbetsuppgifter .
Det första flygplan som landade på flygplatsen var från nederländska KLM, och det gick nu att flyga till både till Stockholm, Malmö och Köpenhamn. I början av 1940-talet tog Luftfartsverket över driften av flygplatsen, samtidigt som en utbyggnad påbörjades.
På 1980-talet gick flygplatsen bra. Många reste i tjänsten till Stockholm. Man hade då inte säkerhetskontroll inrikes, samtidigt som tåg och väg var långsammare då. På 1990-talet byggdes motorvägen färdig och 2001 infördes säkerhetskontroll för flyget och antalet passagerare till Stockholm minskade kraftigt.
Den 15 maj 2006 tog Norrköpings kommun över flygplatsen. Åren före kommunens övertagande minskade antalet passagerare kraftigt, men sedan kommunen tog över har man satsat hårt på att utveckla flyget, vilket har resulterat i att flygtrafiken återhämtat sig starkt och flera nya flygbolag har etablerat sig på flygplatsen.
Under 2006 etablerade sig det danska flygbolaget Cimber Sterling på flygplatsen, vilket bidrog till att öka antalet resenärer som reser via flygplatsen. I samband med finanskrisen 2009 började bolaget dock att dra ned på antalet avgångar i trafiken till/från Norrköping. Den 23 oktober 2009 kom flyglinjen till München att avvecklas. Anledningen till nedläggningen var att Lufthansa och Cimber Sterling sagt upp sitt codeshare-samarbete.
Till sommarsäsongen 2012 genomförde charterarrangören Fritidsresor tillsammans med det danska charterflygbolaget JetTime en strategisk storsatsning på flygplatsen, med tre nya destinationer till Bodrum, Larnaca och Samos samt ett utökat antal platser på befintliga linjer. Tack vare satsningen blir Norrköping-Kungsängens flygplats landets fjärde största i landet på chartertrafik. 
En kort tid flög Ryanair Norrköping-Alicante. Trots att lokalpressen rapporterade om god beläggning lades linjen snart ner. Den 3 maj 2012 gick Cimber Sterling i konkurs, och samtliga flygningar ställdes in. Flygningarna till Köpenhamn togs över av Skyways från 7 maj till 22 maj, då även Skyways gick i konkurs.
Flyglinjen till Köpenhamn med NextJet lades ner i den 28 januari 2013.

## Flygtrafik

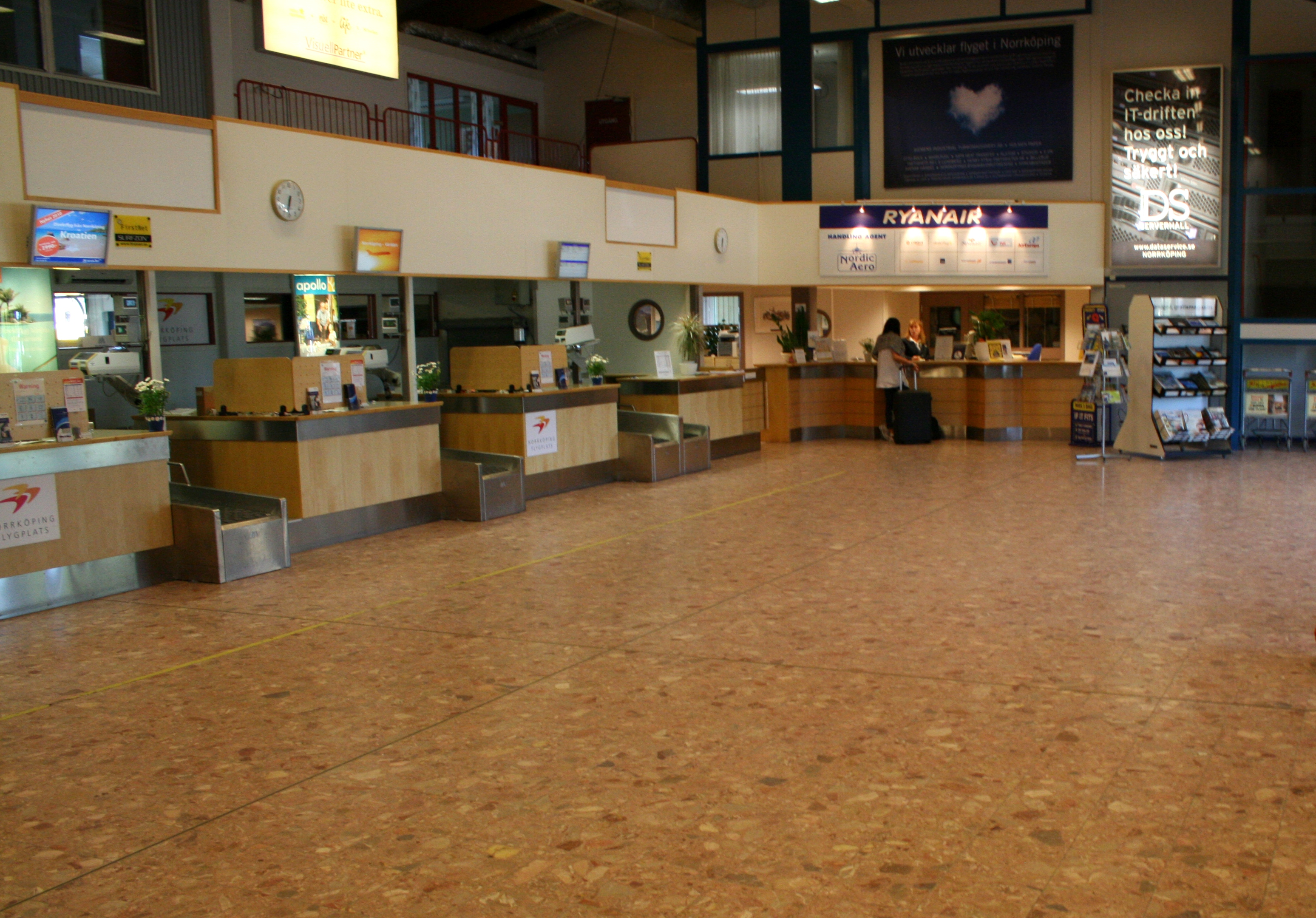
Incheckningsdiskarna

Flygplatsens reguljärflyg består idag (2024) av två säsongslinjer som trafikeras under sommaren. En till linje till Visby med mycket gamla traditioner (Linjeflyg och efterföljare) som trafikeras av BRA två gånger i veckan mellan i början av juli till mitten av augusti. Den andra linjen trafikeras av Pegasus Airlines till Antalya från början av maj till början av november. 
Utöver den reguljära flyglinjen har Norrköping-Kungsängens flygplats också mycket charterflyg, vilket betyder att flygplatsen därmed trafikeras tätt av flera internationella charterflygbolag. Sommarsäsongen 2012 tog danska charterflygbolaget JetTime stort utrymme bland charterlinjerna, med anledning att charterföretaget Fritidsresor tillsammans med flygbolaget gjorde en strategisk storsatsning på flygplatsen. Tillsammans arrangerade charterarföretagen Apollo, Fritidsresor, Kroatienspecialisten, Scandjet, Turkietresor och Ving under 2011 charterresor från Norrköping-Kungsängens flygplats.

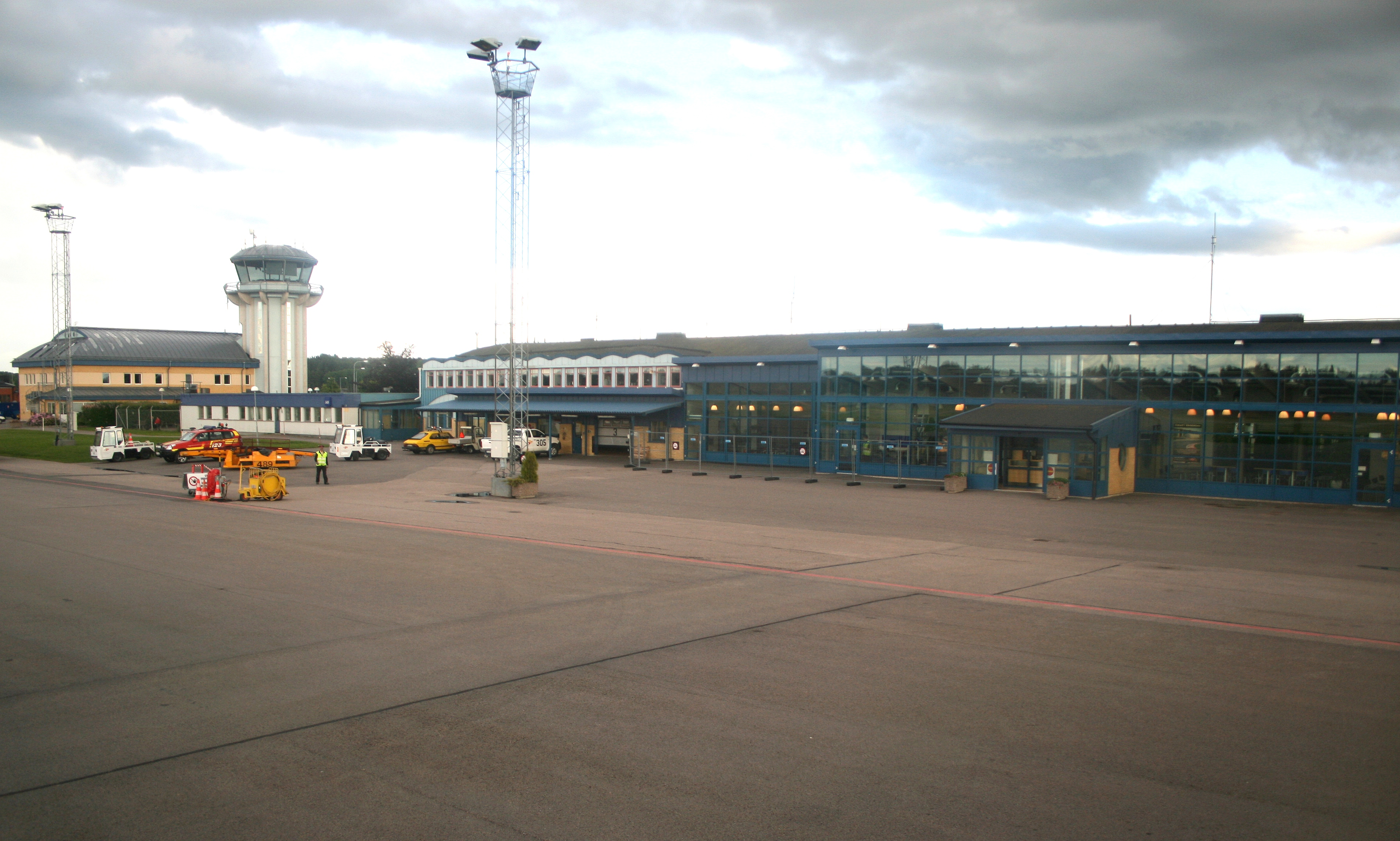

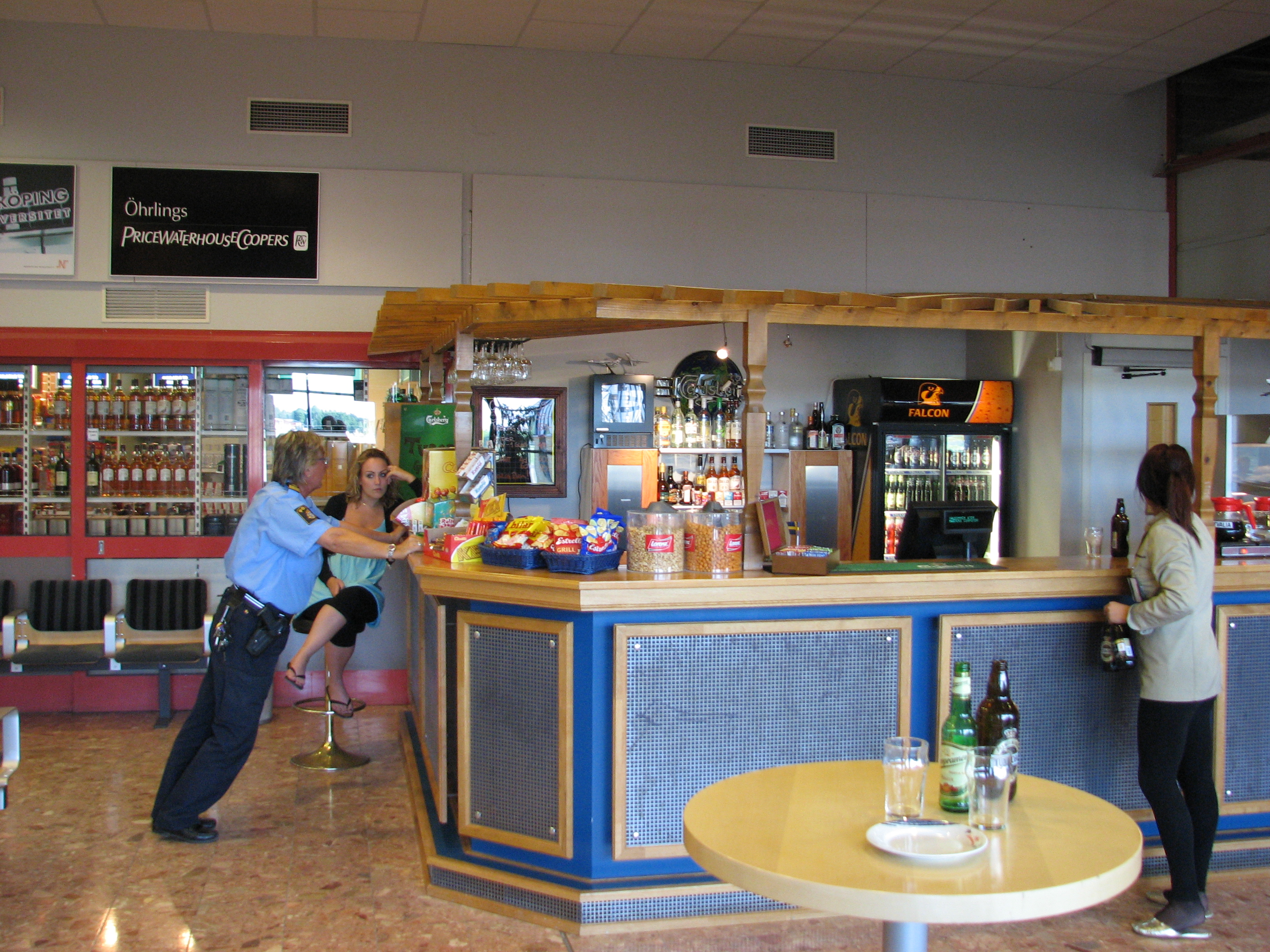
Baren inne i terminalen

År 2024 kan man under sommarhalvåret nå 11 destinationer från Norrköping vilka är: Visby, Kos, Antalya, Rhodos, Sivota, Parga, Lefkas, Split, Mallorca, Kreta, och Cypern. På vinterhalvåret finns resor till Gran Canaria, Lanzarote och Teneriffa
På flygplatsen finns även fraktflyg.  Det största bolaget är idag Icelandair Cargo som flyger flera gånger om året till New York via Reykjavik på Island. Det finns också annan frakt som anländer till Norrköping-Kungsängens flygplats med jämna mellanrum.
På Norrköping-Kungsängens flygplats finns också det lokalt baserade flygföretaget WaltAir Europe AB. Det är ett privatcharterflygbolag som sysslar främst med affärs- och privatresor.
Norrköping-Kungsängens flygplats har en fördel i närheten till staden, endast 3 kilometer, liksom i den relativa närheten till Stockholm, med tanke på att det är mest charterturister numera.

## Passagerarstatistik
Sökfråga på wikidata efter rådata.
| Passagerarstatistik - Norrköping-Kungsängens flygplats | Passagerarstatistik - Norrköping-Kungsängens flygplats | Passagerarstatistik - Norrköping-Kungsängens flygplats | Passagerarstatistik - Norrköping-Kungsängens flygplats | Passagerarstatistik - Norrköping-Kungsängens flygplats |
| ------------------------------------------------------ | ------------------------------------------------------ | ------------------------------------------------------ | ------------------------------------------------------ | ------------------------------------------------------ |
|                                                        |                                                        |                                                        |                                                        |                                                        |
| År                                                     |                                                        |                                                        | Passagerare                                            |                                                        |
| 1997                                                   | 1997                                                   |                                                        | 205 662                                                | 205 662                                                |
| 1998                                                   | 1998                                                   |                                                        | 210 988                                                | 210 988                                                |
| 1999                                                   | 1999                                                   |                                                        | 213 334                                                | 213 334                                                |
| 2000                                                   | 2000                                                   |                                                        | 220 192                                                | 220 192                                                |
| 2001                                                   | 2001                                                   |                                                        | 202 861                                                | 202 861                                                |
| 2002                                                   | 2002                                                   |                                                        | 157 507                                                | 157 507                                                |
| 2003                                                   | 2003                                                   |                                                        | 99 854                                                 | 99 854                                                 |
| 2004                                                   | 2004                                                   |                                                        | 87 255                                                 | 87 255                                                 |
| 2005                                                   | 2005                                                   |                                                        | 74 214                                                 | 74 214                                                 |
| 2006                                                   | 2006                                                   |                                                        | 82 580                                                 | 82 580                                                 |
| 2007                                                   | 2007                                                   |                                                        | 87 518                                                 | 87 518                                                 |
| 2008                                                   | 2008                                                   |                                                        | 113 246                                                | 113 246                                                |
| 2009                                                   | 2009                                                   |                                                        | 100 177                                                | 100 177                                                |
| 2010                                                   | 2010                                                   |                                                        | 115 660                                                | 115 660                                                |
| 2011                                                   | 2011                                                   |                                                        | 114 088                                                | 114 088                                                |
| 2012                                                   | 2012                                                   |                                                        | 111 009                                                | 111 009                                                |
| 2013                                                   | 2013                                                   |                                                        | 109 160                                                | 109 160                                                |
| 2014                                                   | 2014                                                   |                                                        | 131 826                                                | 131 826                                                |
| 2015                                                   | 2015                                                   |                                                        | 109 137                                                | 109 137                                                |

Källa: Transportstyrelsens flygplatsstatistik.

## Till och från flygplatsen

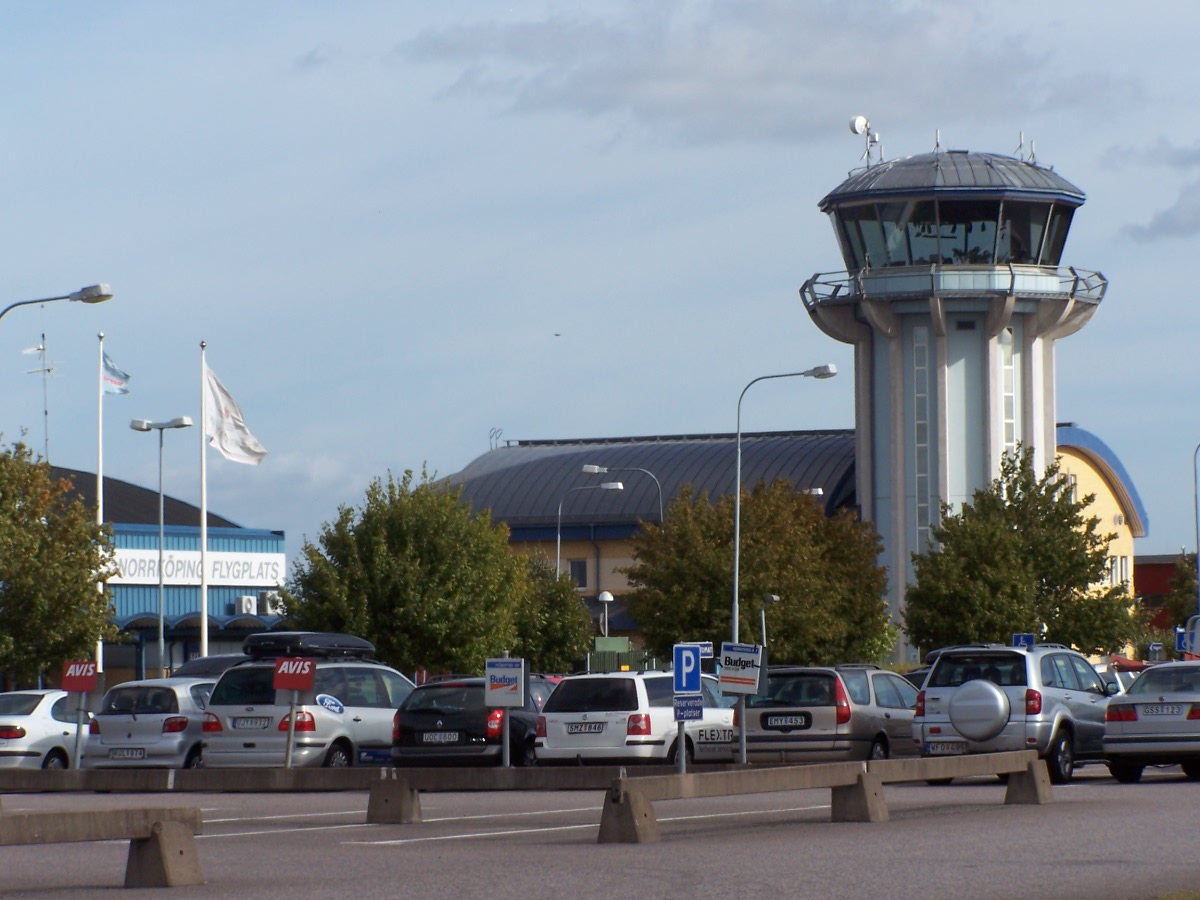
Flygledartornet och delar av parkeringen

- Taxi och flygtaxi (förbokas) finns.
- Hyrbil från Avis, Europcar, Hertz och Sixt finns att tillgå på flygplatsen
- Parkering för egen bil finns att tillgå, korttids- och långtidsparkering (båda är avgiftsbelagda).
- Parkering för lunchgäster är gratis.

Det finns två bensinstationer 200–300 m från terminalen.